# Хаджир, Абдолхоссейн
Абдолхоссейн Хаджир (перс. عبدالحسین هژیر‎) — политический и государственный деятель Ирана. Занимал должность премьер-министра Ирана во время правления шаха Мохаммеда Резы Пехлеви.

## Биография
Родился в 1899 году в иранском городе Тегеране. Окончил Дар ул-Фунун в Тегеране, затем работал в посольстве Ирана в Советском Союзе. Во время правления премьер-министра Ирана Ахмада Кавама Хаджир занимал должность министра финансов.
13 июня 1948 года Абдолхоссейн Хаджир стал премьер-министром страны. Сразу же после своего назначения Абдолхоссейн попал под критику аятоллы Аболь-Касема Кашани, который назвал Хаджира шпионом Британской империи. Аболь-Касем Кашани организовал демонстрации против нового премьера-министра. Назначение Абдолхоссейна на должность было вызвано тем, что руководство Ирана планировало заключить новое соглашение, регулирующее деятельность Англо-персидской нефтяной компании. Парламент Ирана хотел получать более высокий процент доходов от добычи нефти в Иране. Абдолхоссейн Хаджир подготовил соглашение, но сам не стал его подписывать так как ушёл в отставку с должности из-за продолжающихся демонстраций против него.
4 февраля 1949 года произошло покушение на шаха Мохаммеда Реза Пехлеви. Исполнитель Фахр Арай несколько раз выстрелил в шаха, но ранения оказались не смертельными. За этим событием последовали репрессии против организаторов покушения, в частности была запрещена Народная партия Ирана. Противники режима Мохаммеда Реза Пехлеви не остановились и 4 ноября 1949 года член Федаинов ислама Хоссейн Эмами ударил ножом Абдолхоссейна Хаджира при входе в мечеть в Тегеране. На следующий день Хаджир скончался в больнице от полученных ран.